# Ollie Johnston

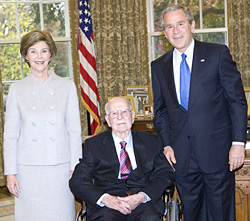
Oliver Johnston podczas dekoracji National Medal of Arts z George’em i Laurą Bushami (Biały Dom, 2005)

Oliver Martin Johnston junior (ur. 31 października 1912 w Palo Alto, zm. 14 kwietnia 2008 w Sequim) – amerykański animator odznaczony Narodowym Medalem Sztuk. Był jednym z tak zwanych dziewięciu staruszków Disneya i ostatnim w chwili śmierci. 
Studiował w Chouinart Art Institute w Los Angeles. Przez 43 lata pracował w wytwórni Disneya (1935-1978). Johnson był współautorem książki Disney Animation: The Illusion of Life, którą napisał wraz z innym animatorem, Frankiem Thomasem. Książka zawiera 12 podstawowych zasad animacji.

## Filmy
- Królewna Śnieżka i siedmiu krasnoludków (1937)
- Pinokio (1940)
- Fantazja (1940)
- Bambi (1942)
- Trzej Caballeros (1944)
- Make Mine Music (1946)
- Song of the South (1946)
- Melody Time (1948)
- The Adventures of Ichabod and Mr. Toad (1949)
- Kopciuszek (1950)
- Alicja w Krainie Czarów (1951)
- Piotruś Pan (1953)
- Zakochany Kundel (1955)
- Śpiąca królewna (1959)
- 101 dalmatyńczyków (1961)
- Miecz w kamieniu (1963)
- Księga dżungli (1967)
- Aryskotraci (1970)
- Robin Hood (1973)
- Bernard i Bianka (1977)
- Lis i Pies (1981)

## Odznaczenia
- 2005 National Medal of Arts